# Gracias a Dios (departement)
Gracias a Dios je jedním z departementů v severovýchodní části Hondurasu. Na severu jej omývají vody Karibského moře, na západě sousedí s departementy Olancho a Colón, na jihu je ohraničen řekou Río Coco a státní hranicí s Nikaraguou. Celková rozloha činí 16 997 km². Správním střediskem je město Puerto Lempira. Departement vznikl 21. února 1957 a jeho název v překladu zní „Díky Bohu“.
Historicky tvoří oblast část tzv. Pobřeží Moskytů, jež bylo tradičním územím původních domorodých národů a výrazně ovlivněno kontaktem s evropskými kolonizátory. Součástí departementu je i chráněné území Biosférická rezervace Río Plátano zapsané na seznamu světového dědictví UNESCO, známé svou bohatou biodiverzitou a tropickými deštnými lesy.

## Obyvatelstvo
V roce 2013 žilo v Gracias a Dios více než 90 000 obyvatel. Hustota zalidnění je velmi nízká (5,3 obyv./km²), což je dáno odlehlostí a přírodními podmínkami regionu. Významnou část populace tvoří původní etnika, zejména Miskito, Pech, Tawahka a také obyvatelé afrického původu (Garifunové). Většina obyvatel je soustředěna v okolí Puerto Lempiry a menších vesnic podél vodních toků.

## Geografie a životní prostředí
Krajina se vyznačuje rozsáhlými tropickými pralesy, mokřady, řekami a lagunami. Nejvýznamnější řekou je Patuca, která společně s řekou Plátano tvoří základ pro zdejší bohatou flóru a faunu. Díky obtížnému terénu a omezené infrastruktuře se zde zachovala území s minimálními zásahy do přírody. Vedle biosférické rezervace Río Plátano jsou zde i další chráněné oblasti a území, která představují klíčová stanoviště pro řadu ohrožených druhů.

## Hospodářství a doprava
Oblast je hospodářsky méně rozvinutá než centrální a západní části Hondurasu. Obyvatelé se věnují převážně rybolovu, drobnému zemědělství (pěstování banánů, manioku, batátů) a obchodu s přírodními produkty. Vnitřní infrastruktura je značně omezena, silniční spojení je slabé a mnohé komunity jsou dostupné pouze po vodě nebo menšími letadly. Letiště v Puerto Lempira zajišťuje letecké spojení do ostatních částí země.

## Administrativní členění
Gracias a Dios se dělí na 6 obcí (municipalities):
- Puerto Lempira
- Brus Laguna
- Ahuas
- Juan Francisco Bulnes
- Villeda Morales
- Wampusirpi